# SPETTERS/スペッターズ
『SPETTERS/スペッターズ』（Spetters）は、ポール・バーホーベン監督による1980年のオランダ映画である。
アメリカ合衆国では小さな成功にとどまったものの、その後のバーホーベンやジェローン・クラッベ、ルトガー・ハウアー、ソーテンダイクのハリウッドでのキャリアを立ち上げるきっかけとなった。

## キャスト
- ハンス・フォン・トングレン（英語版）
- レネ・ソーテンダイク（英語版）
- マーティン・スパンジャー（オランダ語版）
- マリアン・ボイヤー（オランダ語版）
- ジェローン・クラッベ
- ルトガー・ハウアー